# 西武控股
株式會社西武控股（日语：／）是日本西武集團的控股公司，旗下擁有大手私鐵之一的西武鐵道，以及王子大飯店和埼玉西武獅等企業。總部位於東京都豐島區南池袋。2014年4月23日，該公司在東京證券交易所重新上市，時隔9年半重新上市。

## 外部連結
- 西武ホールディングス